# 何昌林
何昌林（1940年2月2日—2009年8月19日），男，江苏宜兴人，中国音乐学家，古谱学家，曾任中国音乐家协会理事。